# Julie Rivé-King
Pour les articles homonymes, voir King.
Julie Rivé-King (30 octobre 1854 — 24 juillet 1937) est une pianiste et compositrice américaine.

## Biographie

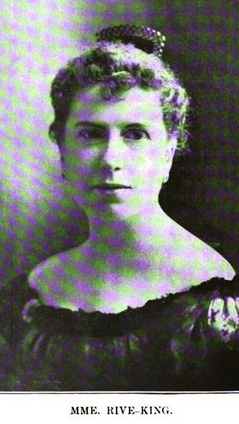
Julia Rivé-King dans une publication de 1897.

Julie Rivé-King est née le 30 octobre 1854 à Cincinnati, Ohio, de Caroline Staub Rivé et Léon Rivé. Sa mère était chanteuse, enseignante et compositrice, elle avait étudié le chant avec Manuel Garcia en France, et son père était artiste et enseignant. Après une épidémie de choléra qui emporta trois de leurs enfants à La Nouvelle-Orléans, le couple déménage à Baton Rouge, Louisville puis à Cincinnati où ils trouvent des postes d'enseignants et où Julie est née.
Jullie prend des leçons de musique de sa mère et fait un récital à l'âge de huit ans. Elle étudie au Conservatoire de Cincinnati avec Henry Andrès et en 1870 à New York avec Sebastian Bach Mills (en), William Mason, Francis Korbay (en) et Dionys Pruckner (en). Elle a également étudié en Europe avec Franz Liszt et Carl Reinecke. Elle fait ses débuts à Leipzig en 1873. Elle commence une tournée de concerts en Europe, mais retourne aux États-Unis lorsque son père est tué dans un accident ferroviaire.
Elle fait ses débuts à Cincinnati en 1874, fait officiellement ses débuts l'année suivante avec l'orchestre philharmonique de New-York, puis fait une tournée dans l'Est et le Midwest américain.
En 1876, elle épouse Frank H. King, son manager et commence une carrière de compositrice et de professeur, tout en travaillant toujours comme pianiste de concert. Pour améliorer sa réputation, King la persuade de publier ses propres œuvres sous son nom. Au cours de sa vie, six maisons d'édition ont publié des compositions de King mais portant le nom de Rivé-King.
Son mari meurt en 1900 et elle déménage à Chicago où elle prend un poste au Bush Conservatory. Elle compta parmi ses élèves Clara Baur, fondatrice du Cincinnati Conservatory of Music (en),.
Elle meurt à Indianapolis en 1937.

## Œuvres
Rivé-King a composé principalement pour piano.
- Chopin's Introduction and Variations on 'La ci darem la mano (en), op.2, transcription (1878)
- Gems of Scotland (1878)
- Hand in Hand (1878)
- On Blooming Meadows (1878)
- Pensées dansantes (1878)
- Transcription de la sonate en la majeur de Domenico Scarlatti (1879)
- Transciption de la Ballade et Polonaise de Concert de Vieuxtemps (1879)
- Old Hundred (1879)
- Bubbling Spring (1879)
- Impromptu Mazurka (1879)
- March of the Goblins (1879)
- Mazurka des grâces - Caprice (1879)
- Polonaise héroïque (1879)
- Popular Sketches (1879)
- Cœur de lion March (1880)
- Supplication (1883)
- Home Sweet Home (1883)
- La scintilla (1907)
- Paraphrase de Concert basée sur Carmen de Bizet